# Jérémy Stravius
Jérémy Stravius, né le 14 juillet 1988 à Abbeville, est un nageur français spécialiste des épreuves de dos, de nage libre et de papillon, notamment médaillé d'or aux Championnats du monde et médaillé d'or puis d'argent, en relais, aux Jeux olympiques.
Nageur polyvalent, capable de remporter des médailles nationales dans ces trois styles de nage, il décroche son premier titre de champion de France en 2009 avant de devenir champion d'Europe en petit bassin au sein du relais 4 × 50 m nage libre en fin d'année. En 2010, il remporte la médaille d'argent du 100 m dos aux Championnats d'Europe à Budapest. L'année suivante, à Shanghai, il devient le premier champion du monde de l'histoire de la natation française du 100 mètres dos, en partageant sa médaille d'or avec Camille Lacourt. En 2012, il est champion olympique du relais 4 × 100 mètres nage libre puis champion du monde dans la même discipline en juillet 2013. Il est également en 2013 champion du monde du relais 4 × 100 mètres 4 nages où il réalise le relais en papillon. En 2016, il est médaillé d’argent du relais 4 × 100 mètres nage libre des Jeux olympiques de Rio (en). Le mercredi 29 janvier 2020, il met un terme à sa carrière.

## Biographie
Jérémy Stravius, après avoir passé une partie de son enfance à Saint-Valery-sur-Somme, apprend à nager dans le petit bassin d'un club de plage au Touquet-Paris-Plage, ensuite il est placé dans une famille d'accueil à Saint-Blimont proche de Friville-Escarbotin. Il a obtenu son baccalauréat scientifique en 2007 à l'issue de sa scolarité au lycée du Vimeu, à Friville-Escarbotin. C'est dans cette même ville, au sein du CN Albatros Friville, qu'il débute la natation à l'âge de sept ans. Double champion de France cadets des 50 et 100 m dos en 2005, titres convertis au niveau juniors l'année suivante avant un triplé 50-100-200 m dos en 2008 lors de sa dernière saison dans la catégorie,, il rejoint le « pôle espoirs » d'Amiens et entame une collaboration avec l'entraîneur Michel Chrétien dès 2007. Après plusieurs places de finaliste lors des Championnats de France élite dès 2005 en petit bassin et plus tard à la fois en nage libre sur 200 m et en dos, il se révèle en 2009, une année marquée par l'apogée de la polémique sur l'utilisation de combinaisons plus ou moins constituées de polyuréthane, un matériau plastique flottant.
Ainsi, lors des Championnats de France 2009 organisés à Montpellier et sélectifs pour les Championnats du monde prévus durant l'été, il se distingue en décrochant le titre de champion de France du 100 m dos, record de France à la clé. Vainqueur de la finale en 53 s 16, il enlève le titre devant Benjamin Stasiulis, lui subtilisant le meilleur temps national de l'histoire établi lors des demi-finales en 53 s 58. Il valide surtout sa qualification pour les mondiaux dans cette épreuve et, suite logique, sa place au sein du collectif de l'ambitieux relais tricolore 4 × 100 m 4 nages. Bien qu'il batte également celui du 50 mètres en séries, il ne peut rivaliser avec Camille Lacourt qui reprend son bien en finale, Stravius se classant troisième. Enfin, sur 200 m dos, il finit dauphin de Stasiulis en descendant pour la première fois de sa carrière sous les deux minutes, en 1 min 59 s 12.
Avant le rendez-vous planétaire, il remporte deux médailles — une en bronze sur 50 m dos et une en argent avec le relais 4 × 200 m nage libre — à l'occasion des Jeux méditerranéens organisés à Pescara. Toujours en Italie, mais lors des mondiaux cette fois, il parvient à passer le cap des séries éliminatoires mais est éliminé en demi-finale du 100 m avec le douzième temps global. Par ailleurs titularisé au sein du relais 4 × 100 m 4 nages français, aux côtés de Hugues Duboscq, Clément Lefert et Alain Bernard, il termine cinquième de la finale à un peu plus d'une seconde du podium occupé dans l'ordre par les États-Unis, l'Allemagne et l'Australie. Il réalise à cette occasion le moins bon parcours de dos des huit dossistes chargés de lancer leur relais. En fin d'année, après avoir obtenu quatre médailles de bronze aux Championnats de France en petit bassin, notamment sur 50 et 200 m nage libre, il est sacré champion d'Europe du relais 4 × 50 m nage libre lors des Championnats d'Europe organisés à Istanbul. Intégré au relais avec Amaury Leveaux, David Maître et Frédérick Bousquet, il remporte sa première récompense dans un grand championnat international et confirme ses dispositions en nage libre.

### 2010: un outsider prometteur
En rupture avec les deux années précédentes, 2010 signe la fin des combinaisons et le retour aux maillots de bains et autres bermudas en tissu. Triple médaillé mais pas titré lors des Championnats de France disputés à Saint-Raphaël, il est sélectionné pour disputer les 50 et 100 m dos aux Championnats d'Europe se tenant à Budapest début août, ainsi que le relais 4 × 200 m nage libre. Disposant de la troisième meilleure performance continentale de l'année sur 100 m derrière le Britannique Liam Tancock et son compatriote Camille Lacourt, il enlève la médaille d'argent derrière l'autre Français, auteur du deuxième meilleur temps de l'histoire, et devant Tancock. Après une cinquième place en finale du 50 m dos, il participe au relais 4 × 200 m nage libre aux côtés de ses compatriotes Yannick Agnel, Clément Lefert, futurs champions olympiques du relais 4×100 m nl à Londres et Antton Haramboure. Dernier relayeur, lancé en quatrième position à une seconde et 90 centièmes de seconde du podium, il réalise le meilleur parcours lancé de tous les finalistes en 1 min 45 s 44 et dépasse son concurrent britannique pour finir troisième et remporter une deuxième médaille à titre personnel.

### 2011: champion du monde ex-aequo
En 2011, à Shanghai, il devient le premier champion du monde de l'histoire de la natation française du 100 mètres dos, en partageant sa médaille d'or avec Camille Lacourt, auteur d'un temps identique de 52 s 76. Il obtient également une médaille d'argent avec le relais 4 × 100 m composé de Fabien Gilot, Alain Bernard et William Meynard qui terminera en 3 min 11 s 14, devancé par le relais australien emmené par le champion du monde du 100 m nage libre James Magnussen. Il glane une seconde médaille d'argent avec le relais 4 × 200 m nage libre composé de Yannick Agnel, Grégory Mallet et Fabien Gilot, devancé en finale par le relais américain emmené par Ryan Lochte et Michael Phelps. Lors des Championnats de France en petit bassin, il remporte trois titres et il améliore le record de France de 200 m 4 nages.

### 2012: le relais olympique
Au mois de mars, les Championnats de France sont qualificatifs pour les Jeux olympiques de Londres. Troisième du 100 mètres dos derrière Camille Lacourt et Benjamin Stasiulis, le Picard ne se qualifie pas pour les Jeux olympiques sur cette épreuve, seuls les deux premiers étant retenus. Stravius n'est finalement retenu que pour le relais 4 × 200 mètres nage libre. Deux mois après les Championnats de France, Stravius est présent aux Championnats d'Europe. Victorieux avec Amaury Leveaux, Alain Bernard et Frédérick Bousquet du relais 4 × 100 mètres nage libre, Stravius est septième du 100 mètres dos.
Présent aux Jeux olympiques sur les relais 4 × 100 mètres et 4 × 200 mètres nage libre, Jérémy Stravius ne dispute dans les deux cas que les séries. Stravius est cependant médaillé d'or au même titre que ses coéquipiers Amaury Leveaux, Fabien Gilot, Clément Lefert et Yannick Agnel sur le 4 × 100 mètres puis médaillé d'argent sur le 4 × 200 mètres dans une finale disputée pour la France par Amaury Leveaux, Grégory Mallet, Clément Lefert et Yannick Agnel.
En novembre, Stravius remporte 6 médailles (5 en or et 1 en argent) lors des Championnats d'Europe en petit bassin disputés à Chartres où il en ressort comme l'athlète le plus titré. À cette occasion, il est l'une des confirmations de ces championnats contribuant au record de podiums (29) de l'équipe de France. Il impressionne en particulier sur 100 m dos où il s'impose en 49 s 70, soit 10 centièmes de mieux que le record de France de Camille Lacourt. Il devance son compatriote et ancien partenaire d'entraînement Benjamin Stasiulis, 2e en 50 s 31, record personnel.

### 2013: quadruple champion de France et quadruple médaillé mondial
Surnommé le «Lochte français» pour sa polyvalence, Jérémy Stravius remporte 4 titres de champion de France (50 m et 100 m dos, 200 m 4 nages, 100 m papillon) lors des Championnats de France de natation 2013 et obtient 5 billets qualificatifs pour les Mondiaux 2013 de Barcelone grâce à sa seconde place sur 200 m nage libre derrière Yannick Agnel en battant son record personnel en 1 min 45 s 61. Stravius confirme son excellente forme de début de saison. Sur 100 mètres dos notamment, il assume son nouveau statut de patron de la discipline en France, aux dépens d’un Camille Lacourt trop juste, n’ayant repris l’entraînement à plein temps qu’en janvier. Surtout, lors de ces championnats, il balaye le record de France du 200 m 4 nages en le portant à 1 min 57 s 89 (contre 1 min 59 s 58 pour Fabien Horth en 2009). Il est victorieux sur 100 m papillon, deuxième meilleure performance mondiale de l'année (52 s 04, 55 centièmes de moins que son record personnel de la veille) et enlève le 50 m dos en 24 s 61, soit 26 centièmes de moins que son record personnel, qui datait des séries du matin. Il devient le premier nageur français de l'histoire à décrocher 5 qualifications individuelles pour les championnats du monde, et ce dans 3 nages différentes.
Stravius débute les Mondiaux 2013 de Barcelone avec l'objectif ambitieux de nager tous les jours et d'être compétitif sur chacune des trois épreuves individuelles (50, 100 m dos, 200 m 4 nages) sur lesquelles il s'engage et de devenir un pilier des trois relais (4 × 100 m nage libre, 4 × 200 m nage libre et 4 × 100 m 4 nages). Il renonce néanmoins à nager le 100 mètres papillon ainsi que le 200 mètres nage libre.
Stravius déclare « je sais que c'est un gros challenge pour moi, mais je me sens prêt ».
Préservé le matin, sa première épreuve est la finale du 4 × 100 mètres nage libre. Il réalise l'exploit avec ses coéquipiers Yannick Agnel, Florent Manaudou et Fabien Gilot en remportant le titre devant les États-Unis et la Russie. Dernier relayeur, Stravius profite du gros travail de Gilot pour ressortir 4e d'un relais jusque-là mal engagé à seulement quatre dixièmes du nageur russe Izotov. Il profite de sa première coulée à la limite des quinze mètres pour éviter un maximum les remous et revenir presque à hauteur du russe, sa deuxième coulée lui permettant de reprendre un léger avantage. À la bagarre, il se détache sur les 25 derniers mètres afin d'apporter le seul titre qui manquait à un relais 4 × 100 mètres nage libre français.
Stravius déclare après course « À Londres, j'ai chanté La Marseillaise avec eux, j'ai vécu le relais avec eux. Mais c'est vrai qu'il manquait la nage, la pression d'une finale. Un truc qui m'avait manqué et que j'ai retrouvé avec plaisir cette année ».
Engagé dans les séries et demies du 100 mètres dos dès le lendemain, une distance sur laquelle il est considéré par beaucoup d'observateurs comme le favori, Stravius se qualifie tranquillement pour la finale avec le 3e temps en 53 s 23.
Le jour suivant, Stravius doit cependant se contenter de la médaille de bronze en 53 s 21 derrière les Américains Matt Grevers 52 s 93 et David Plummer 53 s 12.
Le jour suivant, il ne parvient pas - pour un centième - à passer les séries du 200 mètres 4 nages ce qui met fin à son rêve de nager tous les jours. Le nageur amiénois relativise déclarant après coup que cette élimination certes décevante allège son programme et que c'est un mal pour un bien.
Deux jours plus tard, Stravius est engagé dans la finale du relais 4 × 200 mètres nage libre qui termine à la 4e place. Encore dernier relayeur de son équipe, Stravius réalise un beau parcours en 1 min 45 s 41 mais ne peut rien contre le retour impressionnant du nageur chinois Sun Yang en 1 min 43 s 16 qui arrache le bronze pour 17 centièmes. 
Stravius déclare après coup « J’ai vu revenir la Chine à la fin, un peu trop tard, mais je suis content de ce que j’ai fait, de ce que les copains ont fait. Une médaille, ç'aurait été une continuité dans ce qu’on fait depuis des années ».
Le lendemain, Stravius dispute sa cinquième course avec le 50 mètres dos. Auteur de bonnes séries, il signe le deuxième temps des demies en début de soirée en 24 s 45 six centièmes derrière Camille Lacourt 24 s 39.
Lors du dernier jour de compétition, Stravius dispute le matin les séries du 4 × 100 mètres 4 nages dans lequel il nage le parcours papillon. Auteur avec ses coéquipiers Camille Lacourt, Giacomo Perez-Dortona et Fabien Gilot du 4e temps des séries, le relais du matin est reconduit pour la finale que Lacourt et Stravius nageront seulement une heure après la finale du 50 mètres dos.
Le soir, Stravius conquiert la médaille d'argent du 50 mètres dos. Auteur d'un départ moins bon qu'à l'accoutumée, l'Amiénois parvient sur sa qualité de nage à refaire son retard et accrocher l'argent ex æquo avec l'Américain Matt Grevers en 24 s 54 mais ne peut rien contre son compatriote Camille Lacourt vainqueur en 24 s 42.
Une heure plus tard, Stravius remporte à la surprise générale avec ses coéquipiers du 4 × 100 mètres 4 nages le titre mondial à la suite de la disqualification du relais américain. Lancé en 3e position non loin de l'Australien Tommaso d'Orsogna dans le parcours papillon, Stravius parvient petit à petit à refaire son retard et réussit à passer devant grâce à un chrono de 51 s 33 (le plus rapide de tous les engagés de cette finale) permettant à Fabien Gilot de partir devant James Magnussen et de conserver sa place. Un temps deuxièmes, les Français explosent de joie lorsqu'ils découvrent qu'ils sont en fait champions du monde après la disqualification des Américains pour départ anticipé. Une première pour un relais 4 nages français.
Ce titre historique fait de Stravius un quadruple médaillé sur des mêmes mondiaux. Avec Camille Lacourt, il rejoint Laure Manaudou au cercle fermé des triples médaillés d'or français en Championnats du monde de natation.

### Vie privée
En juin 2021, il fait son coming out dans un documentaire intitulé Faut qu’on parle et diffusé sur MyCanal.

## Palmarès

### Jeux olympiques
| Édition      | Épreuve              | Épreuve              | Épreuve | Épreuve |
| Édition      | 4 × 100 m nage libre | 4 × 200 m nage libre |         |         |
| Londres 2012 | Or                   | Argent               |         |         |
| Rio 2016     | Argent               | -                    |         |         |

### Championnats du monde

#### Grand bassin
| Édition        | Épreuve                           | Épreuve                            | Épreuve                     | Épreuve                     | Épreuve              | Épreuve                  |
| Édition        | 50 m dos                          | 100 m dos                          | 200 m 4 nages               | 4 × 100 m 4 nages           | 4 × 100 m nage libre | 4 × 200 m nage libre     |
| Rome 2009      | -                                 | 12e temps des demi-finales 53 s 82 | -                           | 5e 3 min 29 s 73            | -                    | -                        |
| Shanghai 2011  | -                                 | Or 52 s 76 ex-æquo C. Lacourt      | -                           | 9e des séries 3 min 36 s 21 | Argent 3 min 11 s 14 | Argent 7 min 4 s 81 (RF) |
| Barcelone 2013 | Argent 24 s 54                    | Bronze 53 s 21                     | 17e des séries 2 min 0 s 00 | Or 3 min 31 s 51            | Or 3 min 11 s 18     | 4e 7 min 4 s 91          |
| Kazan 2015     | 9e temps des demi-finales 24 s 94 | 15e temps des demi-finales 54 s 54 | -                           | -                           | Or 3 min 10 s 74     | -                        |

#### Petit bassin
| Édition      | Épreuve        | Épreuve    | Épreuve                   | Épreuve                 | Épreuve              |
| Édition      | 50 m dos       | 100 m dos  | 4 × 200 m nage libre      | 4 × 100 m 4 nages       | 4 × 100 m nage libre |
| Dubaï 2010   | 7e 23 s 53     | 7e 50 s 79 | Bronze 6 min 53 s 05 (RF) | 4e Participe aux séries |                      |
| Windsor 2016 | Argent 22 s 99 |            |                           |                         | Argent 3 min 7 s 35  |

### Championnats d'Europe

#### Grand bassin
| Édition       | Épreuve        | Épreuve        | Épreuve          | Épreuve                      | Épreuve               | Épreuve                  | Épreuve           | Épreuve                    |
| Édition       | 50 m dos       | 100 m dos      | 100 m nage libre | 200 m nage libre             | 4 × 100 m nage libre  | 4 × 200 m nage libre     | 4 × 100 m 4 nages | 4 × 100 m nage libre mixte |
| Budapest 2010 | 5e 25 s 32     | Argent 53 s 44 |                  | -                            | -                     | Bronze 7 min 9 s 70 (RF) | Or 3 min 31 s 32  |                            |
| Debrecen 2012 | -              | 7e 54 s 96     |                  | 25e des séries 1 min 50 s 91 | Or 3 min 13 s 55      |                          |                   |                            |
| Berlin 2014   | Argent 24 s 84 | Argent 53 s 64 |                  |                              | Or 3 min 11 s 64 (RC) |                          |                   |                            |
| Londres 2016  | -              | -              | 4e 48 s 53       | -                            | -                     | 5e 7 min 9 s 18          | -                 | Bronze 3 min 25 s 49       |

#### Petit bassin
| Édition         | Épreuve                           | Épreuve        | Épreuve         | Épreuve                            | Épreuve        | Épreuve                   | Épreuve             | Épreuve          | Épreuve                |
| Édition         | 200 m nage libre                  | 50 m dos       | 100 m dos       | 200 m dos                          | 100 m papillon | 200 m 4 nages             | 4 × 50 m nage libre | 4 × 50 m 4 nages | 4 × 50 m 4 nages mixte |
| Istanbul 2009   | 9e temps des séries 1 min 43 s 94 | —              | 8e 50 s 94      | 15e temps des séries 1 min 52 s 97 | —              | —                         | Or 1 min 22 s 96    | —                | —                      |
| Chartres 2012   | —                                 | Or 23 s 28     | Or 49 s 70 (RF) | —                                  | —              | Argent 1 min 54 s 00 (RF) | Or 1 min 23 s 31    | Or 1 min 32 s 35 | Or 1 min 38 s 74       |
| Herning 2013    |                                   | Or 23 s 19     | Or 49 s 74      |                                    | Argent 50 s 09 |                           |                     |                  |                        |
| Copenhague 2017 |                                   | Bronze 23 s 12 |                 |                                    |                |                           |                     |                  |                        |

### Championnats de France
(avril 2019).

#### Grand bassin
| Édition            | Épreuve                     | Épreuve              | Épreuve                   | Épreuve                      | Épreuve              | Épreuve        | Épreuve              | Épreuve               | Épreuve                                                       |
| Édition            | 100 m nage libre            | 200 m nage libre     | 50 m dos                  | 100 m dos                    | 200 m dos            | 100 m papillon | 200 m papillon       | 200 m 4 nages         | Divers                                                        |
| Nancy 2005         |                             | —                    | 6e de la finale B 28 s 20 | —                            | —                    | —              | —                    | —                     | —                                                             |
| Tours 2006         |                             | —                    | 6e 27 s 40                | 5e de la finale B 59 s 94    | —                    | 43e 58 s 79    | —                    | 37e 2 min 17 s 54     | 50 m nage libre : 31e (24 s 50) 50 m papillon : 41e (26 s 54) |
| Saint-Raphaël 2007 |                             | —                    | 3e de la finale B 27 s 34 | 17e temps des séries 59 s 02 | —                    | 23e 57 s 26    | —                    | —                     | 50 m papillon : 18e (25 s 82) 50 m nage libre : 25e (24 s 24) |
| Dunkerque 2008     | 34e 52 s 54                 | —                    | —                         | 5e 57 s 09                   | 6e 2 min 4 s 81      | —              | —                    | —                     | —                                                             |
| Montpellier 2009   |                             | —                    | Bronze 25 s 05            | Or 53 s 16 (RF)              | Argent 1 min 59 s 12 | —              | —                    | —                     | —                                                             |
| Saint-Raphaël 2010 |                             | Bronze 1 min 48 s 47 | Argent 25 s 41            | Argent 54 s 22               | —                    | —              | —                    | —                     | —                                                             |
| Schiltigheim 2011  | 5e 48 s 82                  | Argent 1 min 48 s 46 | Argent 25 s 19            | Argent 53 s 59               | —                    | —              | —                    | —                     | —                                                             |
| Dunkerque 2012     | 7e des demi-finales 49 s 82 | —                    | —                         | Bronze 54 s 04               | —                    | —              | —                    | —                     | —                                                             |
| Rennes 2013        |                             | Argent 1 min 45 s 61 | Or 24 s 61                | Or 53 s 09                   | —                    | Or 52 s 04     | —                    | Or 1 min 57 s 89 (RF) | —                                                             |
| Chartres 2014      |                             | —                    | Argent 24 s 80            | Argent 53 s 86               | —                    | Argent 52 s 78 | Argent 1 min 57 s 73 | —                     | —                                                             |
| Limoges 2015       | Or 48 s 50                  | —                    | Argent 24 s 70            | Or 53 s 46                   |                      |                | —                    | —                     | —                                                             |
| Montpellier 2016   | Or 47 s 97                  | Or 1 min 46 s 18     | —                         | —                            |                      | Or 51 s 66     | —                    | —                     | —                                                             |
| Rennes 2023        |                             |                      | Or 25,99                  |                              |                      |                |                      |                       |                                                               |

#### Petit bassin
| Édition               | Épreuve         | Épreuve              | Épreuve                   | Épreuve                      | Épreuve                           | Épreuve        | Épreuve        | Épreuve                       | Épreuve               | Épreuve               |
| Édition               | 50 m nage libre | 200 m nage libre     | 50 m dos                  | 100 m dos                    | 200 m dos                         | 50 m papillon  | 100 m papillon | 100 m 4 nages                 | 200 m 4 nages         | 400 m 4 nages         |
| Dunkerque 2004        | —               | —                    | 4e de la finale B 27 s 58 | 16e temps des séries 58 s 95 | —                                 | —              | —              | —                             | —                     | —                     |
| Chalon-sur-Saône 2005 | —               | —                    | 8e 27 s 03                | 25e temps des séries 59 s 32 | —                                 | —              | —              | —                             | —                     | —                     |
| Istres 2006           | —               | —                    | 5e 26 s 56                | 3e de la finale B 57 s 01    | —                                 | —              | —              | —                             | —                     | —                     |
| Nîmes 2007            | —               | —                    | 8e 26 s 11                | 6e 55 s 49                   | 19e temps des séries 2 min 3 s 55 | 6e 25 s 00     | —              | —                             | —                     | —                     |
| Angers 2008           | —               | —                    | Bronze 24 s 42            | Bronze 52 s 15               | Bronze 1 min 55 s 59              | —              | —              | —                             | —                     | —                     |
| Chartres 2009         | Bronze 22 s 01  | Bronze 1 min 46 s 03 | Bronze 23 s 93            | Bronze 51 s 29               | 5e 1 min 56 s 69                  | —              | —              | —                             | —                     | —                     |
| Chartres 2010         | —               | —                    | Bronze 23 s 91            | Bronze 51 s 52               | Argent 1 min 54 s 58              | —              | —              | Or 53 s 52 ex-æquo F.Manaudou | Or 1 min 57 s 40      | —.                    |
| Angers 2011           | Argent 21 s 71  | —                    | —                         | Or 51 s 05                   | —                                 | Bronze 23 s 42 | Argent 51 s 41 | 5e 55 s 27                    | Or 1 min 55 s 46 (RF) | —                     |
| Angers 2012           | -               | —                    | —                         | Or 51 s 18                   | —                                 | Argent 23 s 03 | -              | -                             | Or 1 min 54 s 50 (RF) | Or 4 min 06 s 85 (RF) |

### Jeux mondiaux militaires
- Jeux mondiaux militaires d'été de 2019 à Wuhan ( Chine) :
  -  Médaille d'argent du 50 mètres dos[41].

## Records

### Records personnels
| Épreuve          | Temps         | Compétition                             | Lieu                | Date            |
| 100 m nage libre | 47 s 97       | Championnats de France 2016             | Montpellier, France | 1er avril 2016  |
| 200 m nage libre | 1 min 45 s 61 | Championnats de France 2013             | Rennes, France      | 14 avril 2013   |
| 50 m dos         | 24 s 45       | Championnats du monde 2013              | Barcelone, Espagne  | 3 août 2013     |
| 100 m dos        | 52 s 76       | Championnats du monde 2011              | Shanghai, Chine     | 25 juillet 2011 |
| 200 m dos        | 1 min 59 s 12 | Championnats de France 2009             | Montpellier, France | 24 avril 2009   |
| 200 m 4 nages    | 1 min 57 s 89 | Championnats de France de natation 2013 | Rennes, France      | 11 avril 2013   |

### Records battus
| Épreuve                       | Temps         | Information / Compétition            | Lieu                | Date             |
| 50 m dos en grand bassin      | 24 s 88       | Championnats de France 2009 (séries) | Montpellier, France | 26 avril 2009    |
| 100 m dos en grand bassin     | 53 s 16       | Championnats de France 2009          | Montpellier, France | 23 avril 2009    |
| 200 m 4 nages en grand bassin | 1 min 57 s 89 | Championnats de France 2013          | Rennes, France      | 11 avril 2013    |
| 200 m 4 nages en petit bassin | 1 min 55 s 46 | Championnats de France 2011          | Angers, France      | 4 décembre 2011  |
| 200 m 4 nages en petit bassin | 1 min 54 s 50 | Championnats de France 2012          | Angers, France      | 15 novembre 2012 |
| 200 m 4 nages en petit bassin | 1 min 54 s 00 | Championnats d'Europe 2012           | Chartres, France    | 23 novembre 2012 |
| 50 m dos en petit bassin      | 22 s 99       | Coupe du monde                       | Doha, Qatar         | 21 octobre 2013  |
| 100 m dos en petit bassin     | 49 s 70       | Championnats d'Europe 2012           | Chartres, France    | 25 novembre 2012 |

## Récompenses et distinctions

### Décorations
Le 31 décembre 2012, Jérémy Stravius est nommé au grade de chevalier dans l'ordre national de la Légion d'honneur.